# ヤップ島
座標: 北緯9度32分 東経138度07分 / 北緯9.533度 東経138.117度

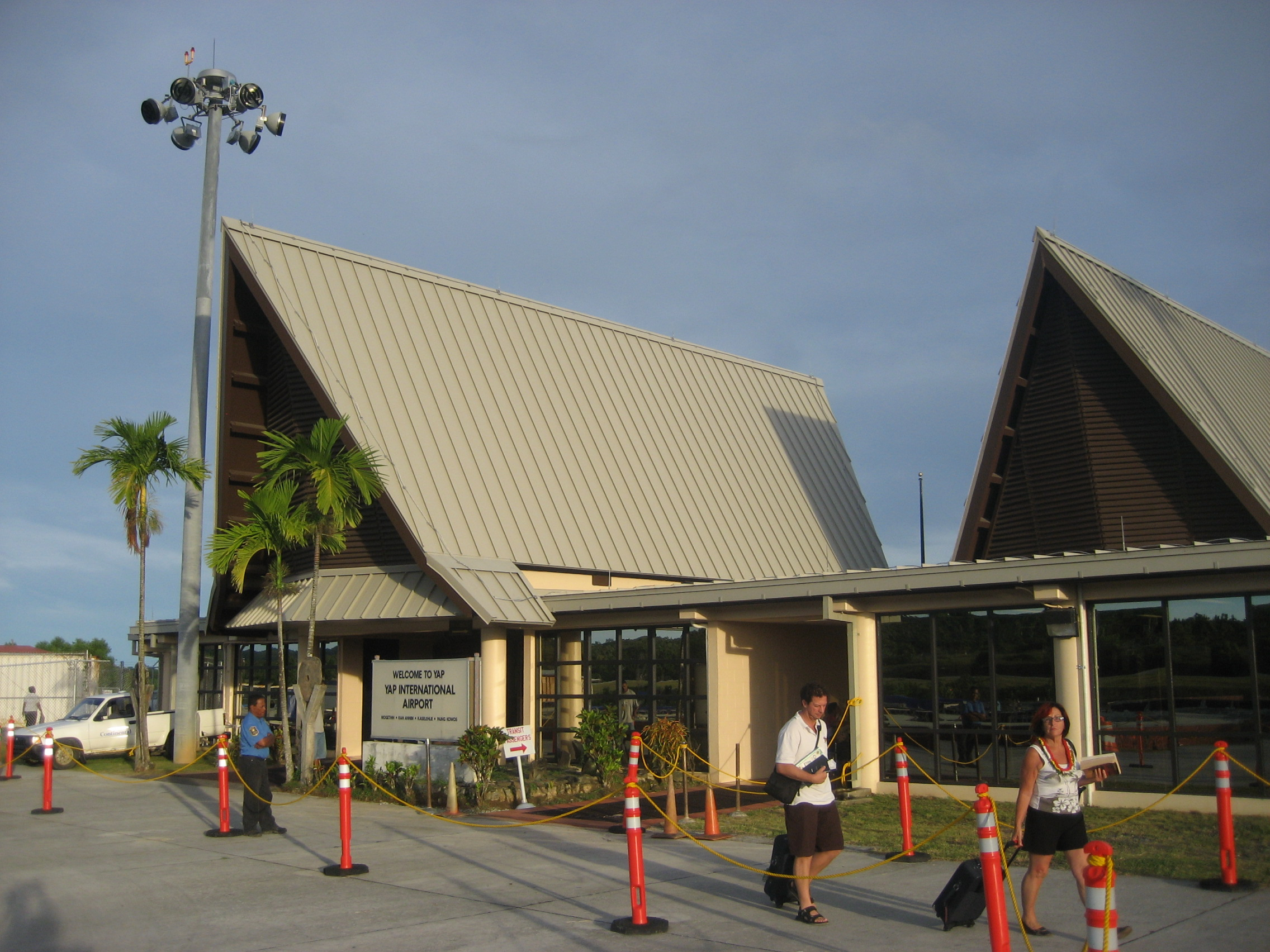
ヤップ国際空港

ヤップ島（ヤップとう、Yap）は、ミクロネシア連邦のヤップ州の州政府が置かれている西太平洋上の島である。

## 概要
ミクロネシア連邦の西端に位置し、州都コロニアが置かれている。古代よりヤップ州の離島とサウェイ交易を通じた主従関係にあるが、民族的出自や言語は大幅に異なっている。アメリカの無線連絡基地（ロラン）が置かれていたことがある。

## 地理
大小四つの島（ルムング、マップ、ガギル・トミル、ルール（狭義のヤップ））で構成される。合計面積は101平方キロメートル。気候は熱帯雨林気候で高温多湿。年平均気温は27度で、月別平均気温の変化は1度以下、日変化も7度以下である。7月から10月が雨期、11月から6月が小雨期、湿度は雨期には85%以上、他の時期でも80%を越える。

## 歴史

### 第一次世界大戦前
紀元200年頃の土器が発掘されており、この時代にヤップ島に定住者がいた物的証拠となっている。1525年にポルトガルの探検隊が香料諸島を探す途中でヤップ島を発見、上陸した。1869年にドイツ人が拠点を開設し以前から領有権を主張していたスペインと対立したが、米西戦争後にスペインはこの地域からの撤退を決定、ヤップ島を含むカロリン諸島はドイツに売却された。
第一次世界大戦までドイツ領であった。しかし本国から遠く離れたドイツは、本格的にヤップ島のインフラストラクチャーを整えようとはしなかった。その為ドイツ人は、宣教師や医師などわずか数十人が住むに過ぎなかった。

### 日本の委任統治領
戦後、戦勝国となった日本の委任統治領となる。委任統治下で電気や水道、学校や病院などのインフラストラクチャーの充実が進み、また定期便が就航したため日本人の移民も急増した。

### 第二次世界大戦
太平洋戦争(大東亜戦争)中は陸海軍の基地となり、1944年には航空部隊を中心に、合わせて約6,000名の将兵が配置され、想定されたマリアナでの戦いに備えて、二本の滑走路が作られた。またその過程で、島民3000名は沿岸部から島の中央に疎開させられた。
結果的に連合軍の上陸は行われず、終戦まで日本軍はこの島を維持したが、補給の途絶と6,000人もの人口過多により食糧不足に悩まされ、島民と協力して農業や漁業に努めたものの、陸軍250名、海軍94名の戦病死者を出している。

### 第二次世界大戦後
戦後、1945年10月12日から1946年3月4日にかけて陸軍4173人、海軍約1400人が浦賀港へ帰国。
アメリカ合衆国の信託統治領となる。1948年1月14日に大型台風が通過した後、同年1月16日には大津波に襲われ、島内の住宅のほとんどが倒壊、農作物に大きな打撃を受けた。

### 現在
1979年に独立したミクロネシア連邦の一部となり、現在はミクロネシア連邦に属する。2004年4月9日には、Typhoon Sudal（日本の2004年台風1号）によって壊滅的な打撃を受けた。同年には、デング熱が記録上初めて流行し、多くの患者を出している。

## 石貨

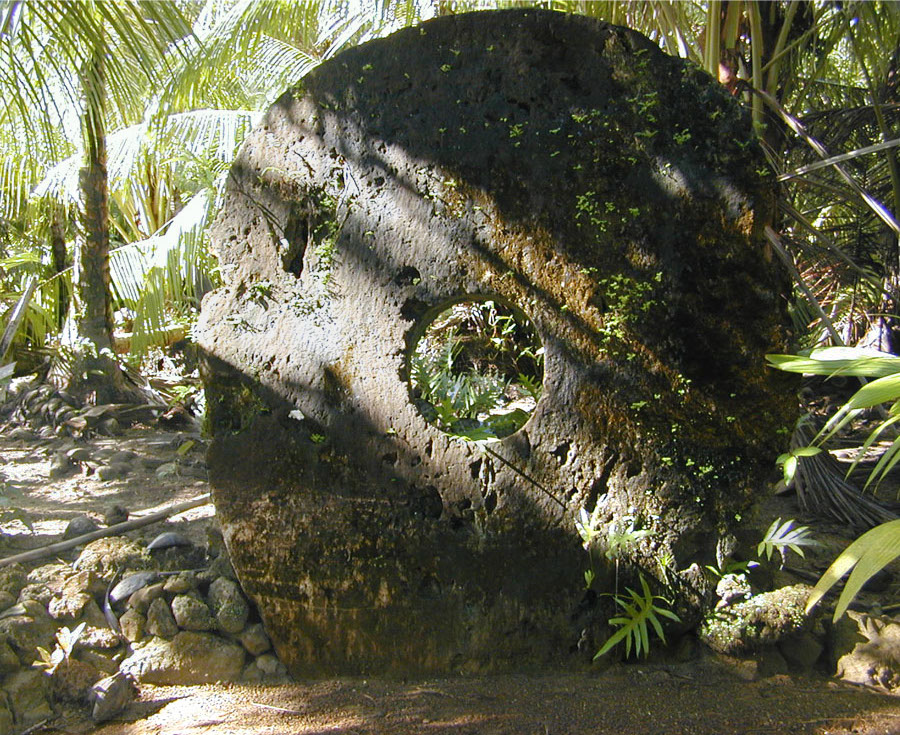
石貨

巨大な石の貨幣のようなものを用いていることで知られる。ただ、個々の石貨には価値が厳密に設定されているわけではない。石貨の価値を決めるのは個々の石貨の来歴であり、それを所有している者とそれを譲られる者の話し合いによって譲渡の条件が決定される。例えばこの石貨はサイズも大きく、白人が来る前からヤップにあったので極めて価値が高いから、あのパンの木何本と交換しよう、というような条件である。また普通の貨幣のように人が携帯するものではなく、特に大きくて動かせないものは屋外の一定の場所に据えられた状態で、所有者が変わってもその場所は変わらない。よって、経済学的には石貨は貨幣とは見なさないとするのが今現在も続く主流派経済学での見解である。
ただし、かつては石貨は来歴によらず、貨幣として通用していたとする記述も日本国内の文献には存在している。
また、このヤップ島の石貨がどのような使われ方をしていたのかを調べた人物にアメリカ人探検家のウィリアム・ヘンリー・ファーネス3世という人物がおり、その彼の研究結果(島民からの聞き込み調査が主な論拠)をまとめたレポートを読んだある人物に従来の経済学にはない重大な気付きをもたらした。
それが、第2次大戦後の世界経済の安定化に寄与したブレトンウッズ協定の策定の際にハリーホワイトと案を出し合ったジョン・メイナード・ケインズである。
1898年、同島のドイツ人監督官がある村の住人に、補修を要する道路の工事に出てくることを命令した。しかし村人たちは面倒くさがって作業に出なかったので、監督官は村人の資産を差し押さえた(具体的には、村の石貨にペンキで×印をつけた）。財産を取り上げられて驚いた村民は、直ちに作業に出てきて働いた。作業完了後、監督官はペンキの印を消し、村民に石貨を返してやった。
ヤップの石貨には、古代に石器で切り出してパラオから航海カヌーで運んで来たものと、1872年から1901年にかけてデービッド・ディーン・オキーフというアイルランド系アメリカ人が機械で切り出して機帆船で持ち込んだものがあり、前者のほうが価値が高いとされている。また1990年代に日本のNPO「アルバトロス・クラブ」がマウ・ピアイルックの協力を得てパラオから航海カヌーで石貨を運ぶ実験を行い、その時に運ばれた石貨をヤップの酋長に寄贈している。

## 交通
ユナイテッド航空のアイランドホッパーと呼ばれる島巡り便が就航するヤップ国際空港がある。